# Агуаш (Пенамакор)
Агуаш (порт. Águas; МФА: [ˈa.gwɐʃ]) — парафія в Португалії, у муніципалітеті Пенамакор. Розташована в східній частині країни, на теренах історичної португальської провінції Бейра. Входить до складу округу Каштелу-Бранку. За адміністративним поділом, чинним до 1976 року, терени парафії були складовою провінції Нижня Бейра. Належить до Порталегрівсько-Каштелу-Бранківської діоцезії Католицької церкви. Патрон — святий Марк. Площа — 15,1375 км². Населення — 300 ос. (2011). Слабо урбанізований регіон. Густота населення — 19,82 осіб/км²
. Код — 050701.

## Населення
| Кількість мешканців | Кількість мешканців | Кількість мешканців | Кількість мешканців | Кількість мешканців | Кількість мешканців | Кількість мешканців | Кількість мешканців | Кількість мешканців | Кількість мешканців | Кількість мешканців | Кількість мешканців | Кількість мешканців | Кількість мешканців | Кількість мешканців |
| ------------------- | ------------------- | ------------------- | ------------------- | ------------------- | ------------------- | ------------------- | ------------------- | ------------------- | ------------------- | ------------------- | ------------------- | ------------------- | ------------------- | ------------------- |
| 1864                | 1878                | 1890                | 1900                | 1911                | 1920                | 1930                | 1940                | 1950                | 1960                | 1970                | 1981                | 1991                | 2001                | 2011                |
| 611                 | 710                 | 771                 | 819                 | 979                 | 932                 | 833                 | 1 062               | 1 092               | 946                 | 670                 | 576                 | 456                 | 330                 | 300                 |